# Calliostoma angolense
Calliostoma angolense is een slakkensoort uit de familie van de Calliostomatidae. De wetenschappelijke naam van de soort is voor het eerst geldig gepubliceerd in 2006 door Boyer.